# Alma Media
Alma Media è una delle più grandi compagnie mediatiche della Finlandia. Il principale azionista è l'impresa svedese Bonnier.
I media più noti sono Aamulehti, Iltalehti, Kauppalehti, Talouselämä, Monster.fi ed Etuovi.com. Alma Media impiega circa 1.800 persone.
I ricavi del gruppo nel 2019 sono stati pari a circa 250,2 milioni di Euro.

## Cronologia
- 1957 viene fondata Oy Mainos-TV-Reklam Ab che è stata la prima televisione commerciale finlandese
- 1980 viene creato il giornale del pomeriggio Iltalehti
- 1993 il canale commerciale MTV3 inizia a trasmettere
- 1997 Radio Nova, inizia le trasmissioni la prima radio commerciale nazionale
- 1998 Alma Media Group inizia ufficialmente ad operare